# Guberevac (Sopot)
Guberevac (em cirílico:Губеревац) é uma vila da Sérvia localizada no município de Sopot, pertencente ao distrito de Belgrado, nas regiões de Šumadija e Kosmaj. A sua população era de 646 habitantes segundo o censo de 2002.

## Demografia
| 1948  | 1953  | 1961  | 1971  | 1981 | 1991 | 2002 |
| ----- | ----- | ----- | ----- | ---- | ---- | ---- |
| 1 448 | 1 439 | 1 269 | 1 055 | 918  | 755  | 646  |